# Margarita Moran Veliz
Margarita Moran Veliz är en ort i Mexiko.   Den ligger i kommunen Córdoba och delstaten Veracruz, i den sydöstra delen av landet, 240 km öster om huvudstaden Mexico City. Margarita Moran Veliz ligger 817 meter över havet och antalet invånare är 137.
Terrängen runt Margarita Moran Veliz är kuperad åt sydväst, men åt nordost är den platt. Runt Margarita Moran Veliz är det tätbefolkat, med 550 invånare per kvadratkilometer. Närmaste större samhälle är Córdoba, 5,6 km nordost om Margarita Moran Veliz. Trakten runt Margarita Moran Veliz består till största delen av jordbruksmark.